# 吉他英雄系列
吉他英雄系列是节奏游戏系列，首作2005年发行。玩家使用吉他形控制器模拟主音吉他、低音吉他和节奏吉他演出各类歌曲。

## 作品
- 吉他英雄 － PlayStation 2（2005）[1]
- 吉他英雄II － PlayStation 2（2006）[2]，Xbox 360（2007）[3]
- 吉他英雄III：摇滚传奇 － PlayStation 2、PlayStation 3、Wii、Xbox 360、Microsoft Windows、Mac OS X（2007）[4][5][6]
- 吉他英雄：世界巡演 － PlayStation 2、PlayStation 3、Wii、Xbox 360（2008），Microsoft Windows、Mac OS X（2009）
- 吉他英雄5 － PlayStation 2、PlayStation 3、Wii、Xbox 360（2009）
- 吉他英雄：摇滚战士 － PlayStation 3、Wii、Xbox 360（2010）
- 吉他英雄现场版 － PlayStation 3、PlayStation 4、Wii U、Xbox 360、Xbox One、iOS（2015）